# 克莱蒙特联合学区
克莱蒙特联合学区（英文：Claremont Unified School District, CUSD）是美国加利福尼亚州洛杉矶县克莱尔蒙特一个的学区，下辖7所小学，1所初中以及2所高中，其中最主要的一个是克莱尔蒙特高中。
学区管辖克莱尔蒙特市的所有学校，以及一部分波莫纳地区的学校。